# Билдириш (газета)
Билдириш (уведомление, тур. Bildiriş gazetesi) — первая еженедельная политическая и общественно-социальная газета, издававшаяся азербайджанскими иммигрантами, проживавшими в Турции в 1930-1931 годах.
Первый номер газеты, вышедший 7 августа 1930 года, принадлежал А.Кязимзаде, а ее руководителем был Кемаль. Однако с 45-го номера газеты ответственным директором был Б.Сулейман, а с 56-го номера дирекцию по общим издательским и писательским делам осуществлял Мирзабала Мамедзаде. Газета, издаваемая в типографии «Орхания», выходит в типографии «Озтюрк» с 37-го номера. Газета выходила раз в неделю по четвергам и состояла из 4 страниц. Последний номер газеты датирован 10 сентября 1931 года.

## История
Азербайджанские интеллектуалы, вынужденные покинуть свою страну после оккупации Азербайджана русскими, продолжили национальную борьбу за пределами Азербайджана за восстановление своей независимости. Они пытались продолжить национальную борьбу в местах, которые они выбрали для себя. Одним из важнейших таких центров был Стамбул. В 1922 году в Стамбуле был опубликован журнал, названный «Ени Кавказ», чтобы сохранить азербайджанское национальное движение живым и передать проблемы людей, живущих в России, мировому сообществу. Журнал был опубликован под названием бывшего президента Республики Бухара Османа Ходжа. До 1927 года вышло 94 номера журнала, выходившего два раза в месяц. Мирза Бала Маммадзаде, которая была редактором многих газет, журналов и книг, опубликованных во время эмиграционного периода, под названием «Ени Кавказ» «Первый журнал не только азербайджани, но и всех турок, которые были порабощены Россией». Помимо Азербайджана, в журнал часто включались новости о Дагестане, Грузии, Польше, России, Иране и Турции. В результате сильного давления со стороны Советского Союза 1 сентября 1927 года журнал «Ени Кавказ» был закрыт.
Иммигранты не чурались этого давления и издавали журналы «Азери Тюрк», «Яшил Ярпаг» и «Одлу Юрд». Программа этих журналов была такой же, как и «Ени Кавказ». По мере усиления давления Советского Союза положение беженцев становилось все более тяжелым. В результате эти журналы также были закрыты.
Первая еженедельная политическая и социально-социальная газета, опубликованная азербайджанскими иммигрантами в Турции, является уведомлением. Первый номер газеты, вышедшей под руководством Мирзы Бала Мамедзаде, вышел в свет в четверг, 7 августа 1930 года.

## Цель
В презентацию, опубликованную на первой странице первого номера газеты, призванную донести до мировой общественности события, происходящие в России, были включены следующие предложения, касающиеся цели и содержания газеты:
Начиная с сегодняшнего дня, газета «Билдириш», которая будет регулярно публиковать каждую неделю, будет пытаться осветить общественное мнение Турции, предоставив текущую информацию о политических, национальных, культурных и социальных движениях, особенно на ближнем, Среднем и Дальне-Восточном. «Билдириш» проинформирует своих читателей о всеобщем реформаторском движении в Турции, единственном независимом государстве тюркского мира, единственной республике Востока, и комплексных экономических, культурных, литературных и социальных новациях Турции в этом направлении. «Билдириш» рассказывает не только о событиях в Азербайджане, Туркестане, Идиллии-Урале, Северном Кавказе, Крыме, Грузии и Украине, но и в Советской России. прольет свет на события, знаменующие этапы политической, экономической и социальной жизни.

«Билдириш» предоставит информацию о восточных странах, таких как Иран, Афганистан, Индия; Даже события в арабском мире, такие как Египет, Сирия, Палестина, Хиджаз, будут включены в их колонки и попытаются упомянуть важные новости в Европе.
На первой странице четырехстраничной газеты, в дополнение к заголовку, опубликованному под подписью «Билдириш», обсуждались другие события в России, включая важность новостей, связанных с Азербайджаном, в то время как на второй странице, новости о других страны продолжались. События, связанные с зарубежными странами, были включены в нижнюю часть, и время от времени была опубликована серия статей. В то время как часть третьей страницы посвящена Турции, была также попытка опубликовать мемориальную книгу. Четвертая страница содержала новости из турецкого мира и новости, которые продолжались с первой страницы.
Газета пыталась оставаться верной своим обещаниям и содержанию из первого выпуска. В первом выпуске; Были опубликованы статьи «В советской России», «GPU в Америке», «Политическая ситуация в Кавказе», «Последние новости», «Новый русский китайский конфликт?», «18000 рабочих мест за два месяца», и было сделано объявление. В объявлении: «То, что я видел в Соловки ... Прочитайте интересные воспоминания о молодом азербайджанском активисту независимости, который заинтересован в Соловки в нашем следующем выпуске!» Предложения были включены.

## Сотрудники редакции
Как и другие эмигрантские издания, газета подвергалась давлению со стороны русских. Поэтому при выходе газеты некоторые статьи публиковались анонимно, а некоторым авторам приходилось использовать сокращения или псевдонимы. По этой причине в разных источниках имеется разная информация об издателях и авторах газеты. Однако многие источники, издатели и авторы; Об именах согласовали Мамед Эмин Расулзаде, Мирза Бала Мамедзаде, Джафар Сейидахмед, Абдулгадир Инан (Фатильгадир Сулейманов).
Первый номер газеты, вышедший 7 августа 1930 года, принадлежал А.Кязимзаде, а ее руководителем был Кемаль. Однако с 45-го номера газеты ответственным директором был Б.Сулейман, а с 56-го номера дирекцию по общим издательским и писательским делам осуществлял М.Б.Мамедзаде.
Согласно сочинениям Халеддина Ибрагимли, Б.Сулейманов и Мирза Бала Мамедзаде были одним и тем же человеком. Однако Али Гусейноглу опроверг эту информацию и написал, что Б.Сулейманов - не Мирза Бала, а Абдулгадир Инан.
Хотя уведомление было краткосрочной публикацией, оно представляло собой важную опору борьбы Азербайджана за независимость. Потому что авторы были интеллигентными людьми, прожившими богатую жизнь, имевшими политическое прошлое, имевшими большой жизненный опыт. Азербайджанский народ придал большое значение идеям и мнениям этих личностей, собравшимся вокруг объявления. Во главе этих личностей стоит Мухаммад Амин Расулзаде, который боролся против политики России в Азербайджане и неустанно продолжает свою борьбу.
Мирза Бала Мамедзаде был ответственным руководителем «Билдириш», и под его руководством газета даже начала свою издательскую жизнь. Мирза Бала использовал в Уведомлении сокращения и подписи, такие как «Мирза Бала», «МБ». Написанные им статьи «Крестьянские движения в Азербайджане», опубликованные в 13 номерах, привлекли внимание к ошибочности методов, которые пыталась реализовать Коммунистическая партия.
С закрытием газеты «Билдириш» после выхода 58-го номера от 10 сентября 1931 года М.Б.Мамедзаде, М.А. Расулзаде и другие. иммигранты были вынуждены покинуть Турцию. Аббасгулу Кязымзаде, владелец газеты «Билдириш», стал членом Российской социал-демократической рабочей партии в 1905 году и был одним из пионеров создания партии «Мусават» в 1911 году. Казимзаде также работал в парламенте Азербайджанской Демократической Республики, созданном в 1918 году. Аббасгулу Кязимзаде является одним из тех, кто покинул Азербайджан вместе с М.Эмином Расулзаде после оккупации Азербайджана русскими. До «Билдириш» он работал в журнале «Одлу Юрд» под руководством главного редактора Расулзаде.
Абдулгадир Инан (Фатхалгадир Сулейманов)
Большую роль в освещении широких тем газеты «Билдириш» сыграло существование интеллектуалов и писателей, которые выпускали новости и писали статьи во всех регионах Советского Союза. Одним из таких писателей является Абдулгадир Инан, работающий под подписью «Б.Сулейман» в газете «Билдириш». Его настоящее имя — Фетхалгадир Сулейманов. Публиковал статьи в газетах и журналах азербайджанских эмигрантов, работал в газетах «Одлу Юрд» и «Визир». Хотя оказывается, что в первом номере газеты-заметки написано: «Главный владелец: А. Казимзаде, ответственный менеджер: Камаль», в 13-м номере, опубликованном с 11 июня по 13 августа 1931 года, «Главный владелец: А. Казимзаде, ответственный менеджер» : Б. Находим надпись «Сулейман». Кроме того, М.А. Журнал «Одлу Юрд» издавался под редакцией Расулзаде, руководством А.Кязимзаде и ответственным руководством Камаля и Б.Сулейманов. С 44-го номера от 4 июня 1931 года по 47-й номер от 25 июня 1931 года газета «Билдириш» имеет подпись «Автор: Башкир Абдулкадир» под заголовком «Башкирстанский вопрос и Башкирская операция». Как можно понять отсюда, автором данной статьи является Абдулгадир Инан. Работая школьным учителем, профессором университета и журналистом, Абдулгадир Инан опубликовал 350 научных работ по этнографии, фольклору, литературе и языку тюркских народов.
Джафар Сейидахмад Кримар
Одним из важных друзей Расулзаде и Мирзы Бала Мамедзаде является Джафар Сейидахмед, продолживший школу великого тюркиста Гаспирала Исмаила, известного своей антисоветской деятельностью. Джафар Сейидахмед родился 1 сентября 1889 года в селе Кызылтай Яфтинского района Крыма. В 1930-1931 годах Джафар Сейидахмед, пытавшийся помочь изданиям азербайджанских эмигрантов, публиковал на страницах газеты «Билдириш» статьи по истории, литературе и цивилизации крымскотатарского народа. Его статьи «Причины и основы Крымской войны за независимость» и «Последнее государство Советской России», опубликованные в «Вестнике», дали информацию о жизни нерусских народов, проживающих на территории СССР.

## Основные темы
В газете постоянные авторы, освещающие новости из Азербайджана, Советской России, Турции, Крыма, Северного Кавказа, Уральско-Идиллического региона, Башкирстана, Казахско-Киргизского региона, Туркестана, Ирана и Украины. Газета является источником газет и журналов, издаваемых в Советском Союзе и зарубежных странах, в том числе в Советском Союзе, Туркестане, Казахстане-Киргизии и др. он также использовал новости, подготовленные репортерами из регионов.
Целью газеты была главным образом публикация новостей и статей, относящихся к вышеупомянутой географии. Однако основная цель Уведомления заключалась в том, чтобы предостеречь общественность от политики (убийства национального самосознания), которую советская администрация пыталась проводить в Азербайджане после большевистской оккупации, сохранить дух азербайджанской национальной борьбы и передать гнетущее отношение большевиков к мировому сообществу. С этой целью также были опубликованы новости и статьи.